# Ronchi dei Legionari

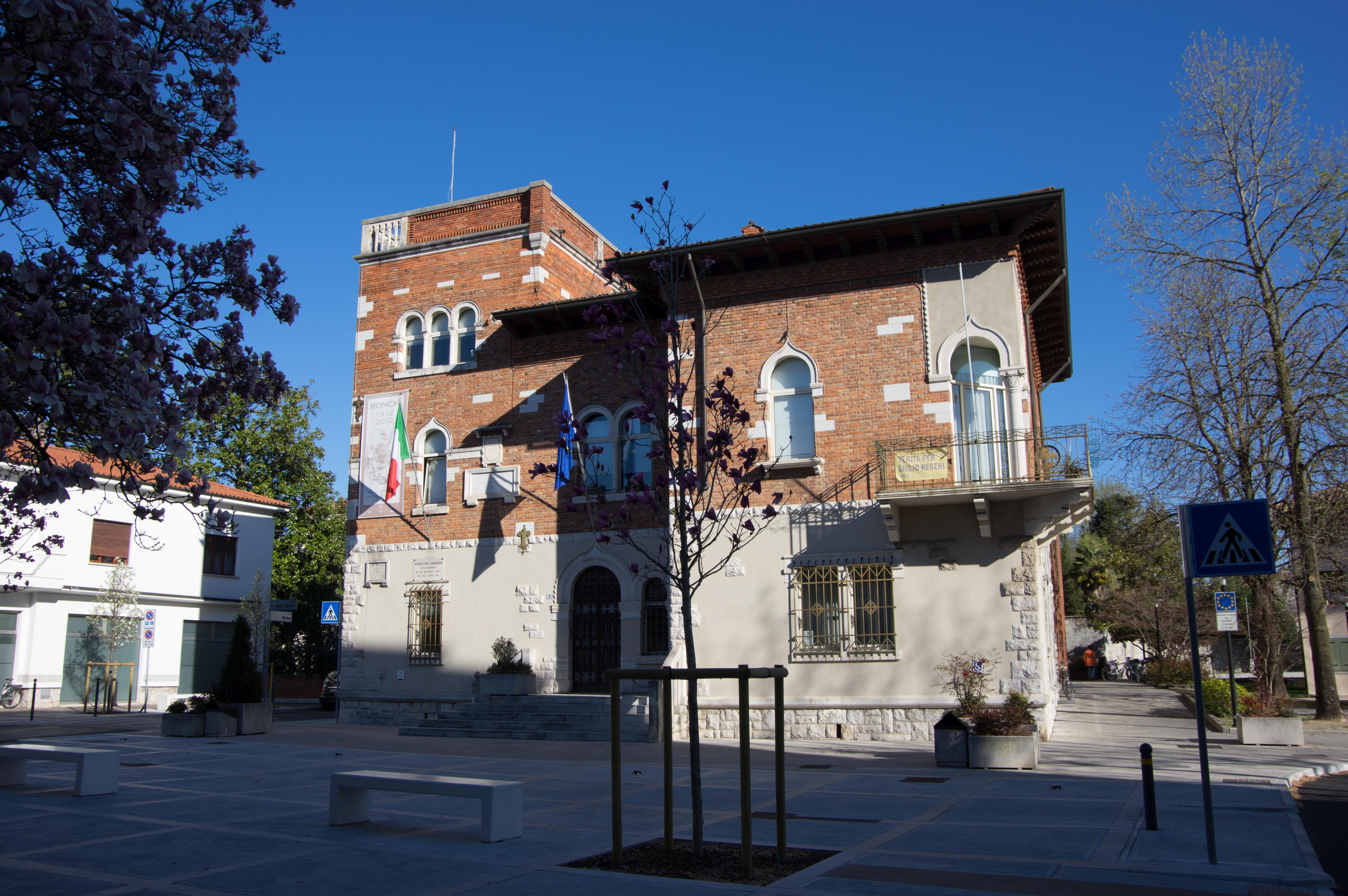
Die Gemeindeverwaltung von Ronchi dei Legionari

Ronchi dei Legionari (furlanisch Roncjis, slowenisch Ronke, deutsch veraltet Ronkis) ist eine italienische Gemeinde mit 11.833 Einwohnern (Stand 31. Dezember 2023) in der Region Friaul-Julisch Venezien und Sitz des Flughafens von Triest.
Die Gemeinde besitzt neben dem Hauptort Ronchi drei weitere Weiler (frazioni):
- Cave di Selz (sl. Selce)
- Soleschiano (sl. Soleščan)
- Vermegliano (sl. Romjan)

## Nachbargemeinden
Die Nachbargemeinden von Ronchi sind Doberdò del Lago, Fogliano Redipuglia, Monfalcone, San Canzian d’Isonzo, San Pier d’Isonzo und Staranzano.

## Geschichte
Die Gemeinde war bis zum Ende des Ersten Weltkriegs Teil der Grafschaft Görz und Gradisca, wobei sie dem Gerichtsbezirk Monfalcone unterstellt war, der wiederum Teil des Bezirks Monfalcone war. Der jetzige Name bezieht sich auf die Freischärler (legionari) von Gabriele D’Annunzio, die am 12. September 1919 nach Fiume aufbrachen, um dieses zu besetzen.

## Persönlichkeiten
- Gottlieb Heinrich Heer (1903–1967), Schweizer Schriftsteller und Journalist